# Stanley William Abbott
Stanley William Abbott (* 13. März 1908 in Yonkers, New York; † 23. Mai 1975) war ein US-amerikanischer Landschaftsarchitekt.

## Leben
Stanley William Abbott, Sohn von Edward und Eva Abbott, studierte nach dem Besuch der öffentlichen Schulen von 1925 bis 1930 Landschaftsarchitektur an der Cornell University in Ithaca im US-amerikanischen Bundesstaat New York. Nach dem Abschluss seiner Hochschulausbildung mit dem akademischen Grad eines Bachelor of Arts erhielt er eine Anstellung bei der Kommission für den Finger Lakes State Park, einem nahe Columbia (Missouri) gelegenen Erholungsgebiet. Hierbei war er für die Parkgestaltung und die Planung der Landnutzung zuständig. Im folgenden Jahr arbeitete er in gleicher Funktion für die Westchester County Parks Commission. Im Alter von 25 Jahren wurde er 1933 von zwei Pionieren des amerikanischen Parkdesigns, Jay Downer und Gilmore D. Clarke, mit der Planung des Baus des Blue Ridge Parkway, einer in Virginia und North Carolina gelegenen Panoramastraße, beauftragt. Diesem Projekt widmete er sich die folgenden zehn Jahre und war maßgeblich bei der Trassenführung tätig. Seine Leitung der Anlage dieser Straße war visionär, etwa bei der umweltfreundlichen Ausführung des Baus und der Bewahrung des kulturgeschichtlichen Erbes entlang der Strecke. Nach der Verabschiedung des formalen Gesetzes zur Errichtung des Parkway durch den Kongress am 30. Juni 1936 wurde der Bau der Straße der Zuständigkeit des National Park Service unterstellt, und Abbott blieb leitender Landschaftsarchitekt des Parkway bis zu seiner 1943 erfolgten Einberufung zum Militärdienst nach dem Eintritt der Vereinigten Staaten in den Zweiten Weltkrieg.
Nach dem Ende seines Dienstes bei den amerikanischen Streitkräften (1946) war Abbott regional verantwortlicher Landschaftsarchitekt für den National Park Service in Richmond (Virginia). 1950 arbeitete er in jenem Team des National Park Service, das mit der Planung des Mississippi River Parkway betraut war. Von 1953 bis zu seinem Wechsel in den Ruhestand 1966 übte er die Funktion eines Superintendenten des Colonial National Historical Park, einem großen Nationalpark in Virginia, aus. Anschließend betrieb er mit seinem Sohn Carlton Sturges Abbott eine eigene, in Williamsburg (Virginia) ansässige Firma, die er Abbott Associates nannte. Beide übernahmen nun viele Projekte für die Anlage und Gestaltung öffentlicher und privater Parks im ganzen Bundesstaat Virginia, u. a. die Wiederherstellung der Gärten im Governor’s Mansion in Richmond, sowie die Planung von Großprojekten für das Virginia Military Institute in Lexington, das Radford College in Radford, das Roanoke College in Salem und das Mary Baldwin College in Staunton.
Abbott war Gründungsmitglied und Fellow der American Society of Landscape Architects sowie Vorsitzender der Virginia Landmarks Commission. Er schrieb u. a. den Artikel Historical preservation. Perpetuation of scenes where history becomes real für das Landscape architecture magazine (Bd. 40, 1950, S. 152–157), für das er auch weitere Beiträge schrieb. Ebenso veröffentlichte er Artikel im National parks magazine. Am 23. Mai 1975 starb er im Alter von 67 Jahren. Nach ihm wurde der Stanley Abbott Award benannt, der zu seinem Gedenken verliehen wird.